# Arkas (Unternehmen)
Die Arkas Holding S.A. ist eine türkische Reederei und Logistikkonzern mit Sitz in Izmir. Das Unternehmen wird von Lucien Arkas geleitet.

## Geschichte
Das Unternehmen wurde 1902 von Gabriel J.B. Arcas in Izmir als Importagentur Arkas gegründet. Ab 1944 gehören internationale Transporte zum Leistungsumfang. 1964 gründete Lucien Arkas die Lucien Arkas Shipping Agency, die 1978 die erste türkische Containerverschiffung realisierte. Erstmals erreichte im April 2016 eins der Schiffe der Reederei Hamburg.

## Struktur
Die über 60 Tochterunternehmen mit insgesamt 7300 Mitarbeitern sind tätig als:
- Reedereien
- Betreiber von Hafenterminals
- Schiffsagentur
- Speditionen und Logistikdienstleistungen
- Dienstleister in diesen Branchen (z. B. Bunkerung)

Erwähnenswerte Tochterunternehmen sind:
- Arkas Konteyner Taşımacılık A.Ş. („Arkas Line“, 1996 als EMES Shipping and Transport gegründet, die Schiffsflotte hat ein Transportvolumen von 125.000 TEU)
- Schenker Arkas Nakliyat ve Tic. A.Ş., Kağıthane / İstanbul (Gemeinschaftsunternehmen mit DB Schenker)
- Railport Terminal İşletmeleri A.Ş., Kocaeli (Gemeinschaftsunternehmen mit Duisport seit 2015)
- Arkas Lojistik A.Ş., İstanbul (gegründet 1989, 1300 Mitarbeiter)
  - Arkas Demiryolu Taşımacılık A.Ş. („Arkas Rail“; Ausgründung aus Arkas Lojistik; Eisenbahnunternehmen mit 700 Güterwagen und über 1000 Container)

## Schiffe

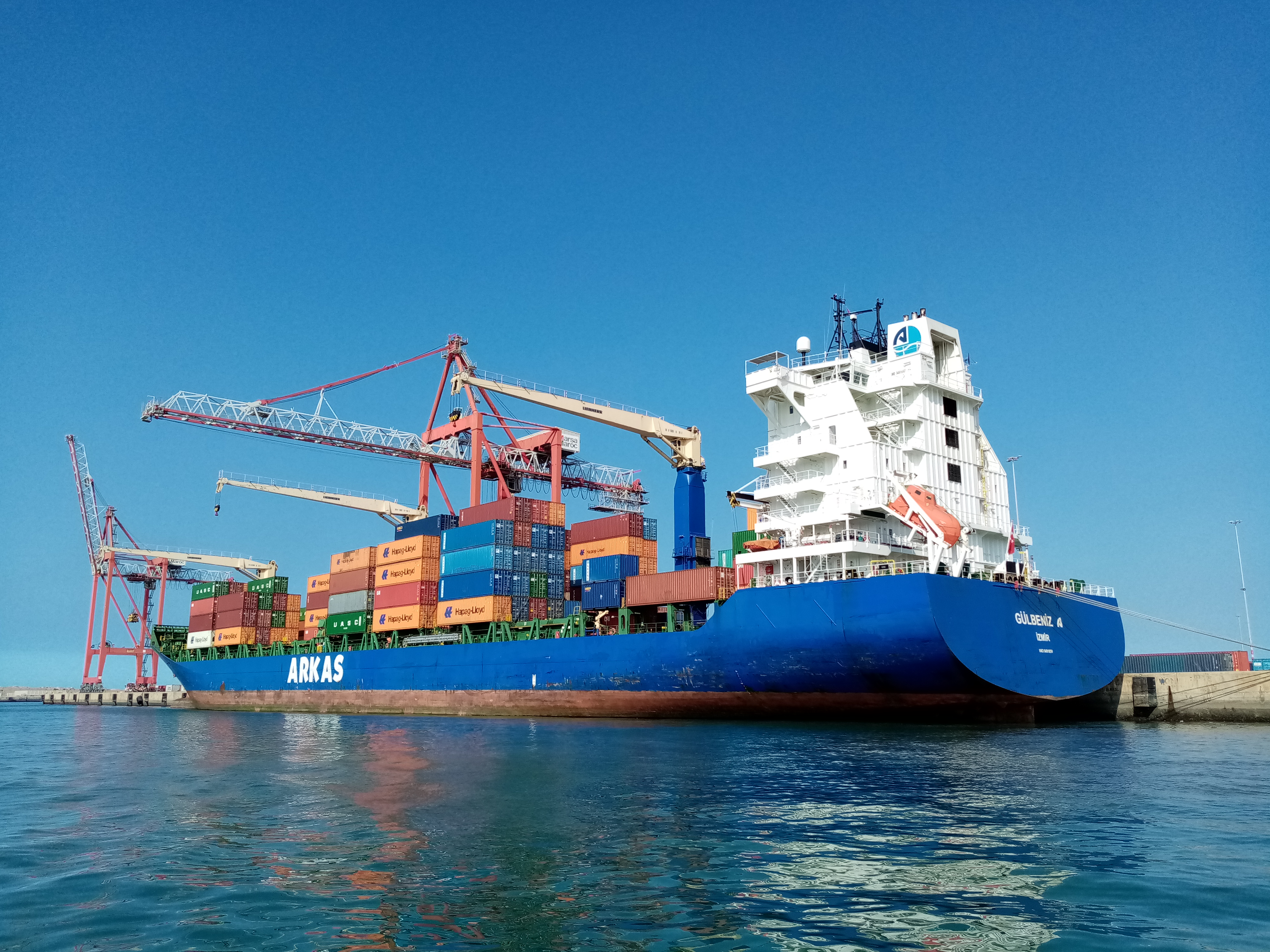
Containerschiff Gulbeniz A

Zur Arkas-Flotte gehören (Stand Juni 2024):
- Allegri
- Cinzia A
- Daniel A
- Dionyssis A
- Gisele A
- Gulbeniz A
- Lucien G A
- Marguerite A
- Mario A
- Martha A
- Martine A
- Matilde A
- Mehmet Kanveci A
- Michel A
- Oyku A
- Saskia A
- Sine A
- Teoman A
- Timucin A
- Vassilis A
- Vivien A
- Wanda A